# Ruth (California)
Ruth è un census-designated place (CDP) degli Stati Uniti d'America situato in California, nella contea di Trinity.